# اسپانیا در المپیک تابستانی ۱۹۸۴
اسپانیا در بازی‌های المپیک تابستانی ۱۹۸۴ که در شهر لس آنجلس برگزار شد، کاروان اسپانیا با ۱۷۹ ورزشکار در این رقابت‌ها شرکت کرد و موفق به کسب ۵ مدال (۱ طلا، ۲ نقره، ۲ برنز) شد. در جدول رتبه‌بندی توزیع مدال‌ها، اسپانیا در ردهٔ ۲۰ مسابقات قرار گرفت.